# Lotus SmartSuite
Lotus SmartSuite est une suite bureautique contenant les logiciels suivants :
- Lotus Word Pro (Traitement de texte)
- Lotus 1-2-3 (Tableur)
- Lotus Approach (Base de données relationnelle)
- Lotus Organizer (Gestionnaire d'informations personnelles)
- Lotus Freelance Graphics (en) (PréAO)
- Lotus Notes (Client de messagerie)

La société Lotus Software, telle que dénommée après son rachat par IBM en 1995, a vu son activité diminuer rapidement. Le logiciel n'est plus commercialisé depuis le 11 juin 2013, et le support a cessé depuis le 30 septembre 2014.